# Kagbolodougou
Kagbolodougou  è una città e sottoprefettura della Costa d'Avorio appartenente al dipartimento di Sinématiali. Conta una popolazione di 9 356 abitanti (censimento 2014).